# Henny Reistad
Henny Reistad (Oslo, 9 de febrero de 1999) es una jugadora de balonmano noruega que juega de central o lateral izquierdo en el Team Esbjerg. Es internacional con la selección femenina de balonmano de Noruega.

## Palmarés

### Selección noruega
| Juegos Olímpicos   | Juegos Olímpicos                            | Juegos Olímpicos  | Juegos Olímpicos |
| Año                | Lugar                                       | Medalla           |                  |
| ------------------ | ------------------------------------------- | ----------------- | ---------------- |
| 2020               | Tokio                                       | Medalla de bronce |                  |
| 2024               | París                                       | Medalla de oro    |                  |
| Campeonato Mundial |                                             |                   |                  |
| Año                | Lugar                                       | Medalla           |                  |
| 2021               | España                                      | Medalla de oro    |                  |
| Campeonato Europeo |                                             |                   |                  |
| Año                | Lugar                                       | Medalla           |                  |
| 2020               | Dinamarca                                   | Medalla de oro    |                  |
| 2022               | Eslovenia, Macedonia del Norte y Montenegro | Medalla de oro    |                  |
| 2024               | Hungría, Suiza y Austria                    | Medalla de oro    |                  |

### Vipers Kristiansand
- Liga de Campeones de la EHF femenina (1): 2021
- Liga de Noruega de balonmano femenino (3): 2019, 2020, 2021
- Copa de Noruega (3): 2018, 2019, 2020

### Team Esbjerg
- Liga de Dinamarca de balonmano femenino (2): 2023, 2024

### Consideraciones individuales
- Jugadora del Año de la IHF: 2023, 2024[2][3]

- Mejor Jugadora de la Liga de Campeones de la EHF femenina: 2021
- Mejor Jugadora del Campeonato Europeo de Balonmano Femenino: 2022
- Mejor Jugadora del Campeonato Mundial de Balonmano Femenino: 2023

- Mejor Jugadora Joven de la Liga de Campeones de la EHF femenina: 2021
- Mejor Lateral Izquierdo del Campeonato Mundial de Balonmano Femenino: 2021
- Mejor Central del Campeonato Europeo de Balonmano Femenino: 2024
- Mejor Lateral Izquierdo de la Liga de Noruega de balonmano femenino: 2018
- Mejor Central de la Liga de Noruega de balonmano femenino: 2019, 2021
- Mejor Lateral Izquierdo del Campeonato Europeo Femenino de Balonmano Júnior: 2017
- Mejor Central del Campeonato Mundial Femenino de Balonmano Júnior: 2018

## Clubes
| Club                | País      | Año         |
| ------------------- | --------- | ----------- |
| Stabæk IF           | Noruega   | 2015 - 2018 |
| Vipers Kristiansand | Noruega   | 2018 - 2021 |
| Team Esbjerg        | Dinamarca | 2021 - Act. |